# そっとブルー
そっとブルーは、Souといゔどっとからなる日本の音楽ユニット（コラボ）である。2022年結成。毎週木曜日に、YouTube公式チャンネルで定期配信をしている。

## メンバー
Sou（そう）
1998年8月19日生まれ。（26歳）
いゔどっと
1997年2月14日生まれ。（28歳）

## 概説
- 毎週木曜日に、YouTube公式チャンネルで定期配信をしていた。（現在活動休止中）
- ユニットでの歌ってみたも、多数投稿されている。

ユニット名の由来
- 2022年2月11日のツイキャスの配信中にTwitteで投票を行ったところ、現ユニット（コラボ）名に決定した。
- 詳しい名前の由来はわかっていない（発案者からの説明がない為）が、Souの「そ」といゔどっとの「っと」と二人のイメージカラーの「ブルー」だと考えられる。(二人の見解）

## 来歴
2022年
- 2月5日　Souといゔどっと 初のコラボ　アイデンティティ / Kanaria（Cover）- Sou×いゔどっと　をSouのYouTubeチャンネルに投稿。
- 2月11日　ユニット（コラボ）　そっとブルー　を結成。
- 5月13日　公式Twitter＆YouTubeチャンネル開設。新ビジュアルも公開